# Loucas Fourlas

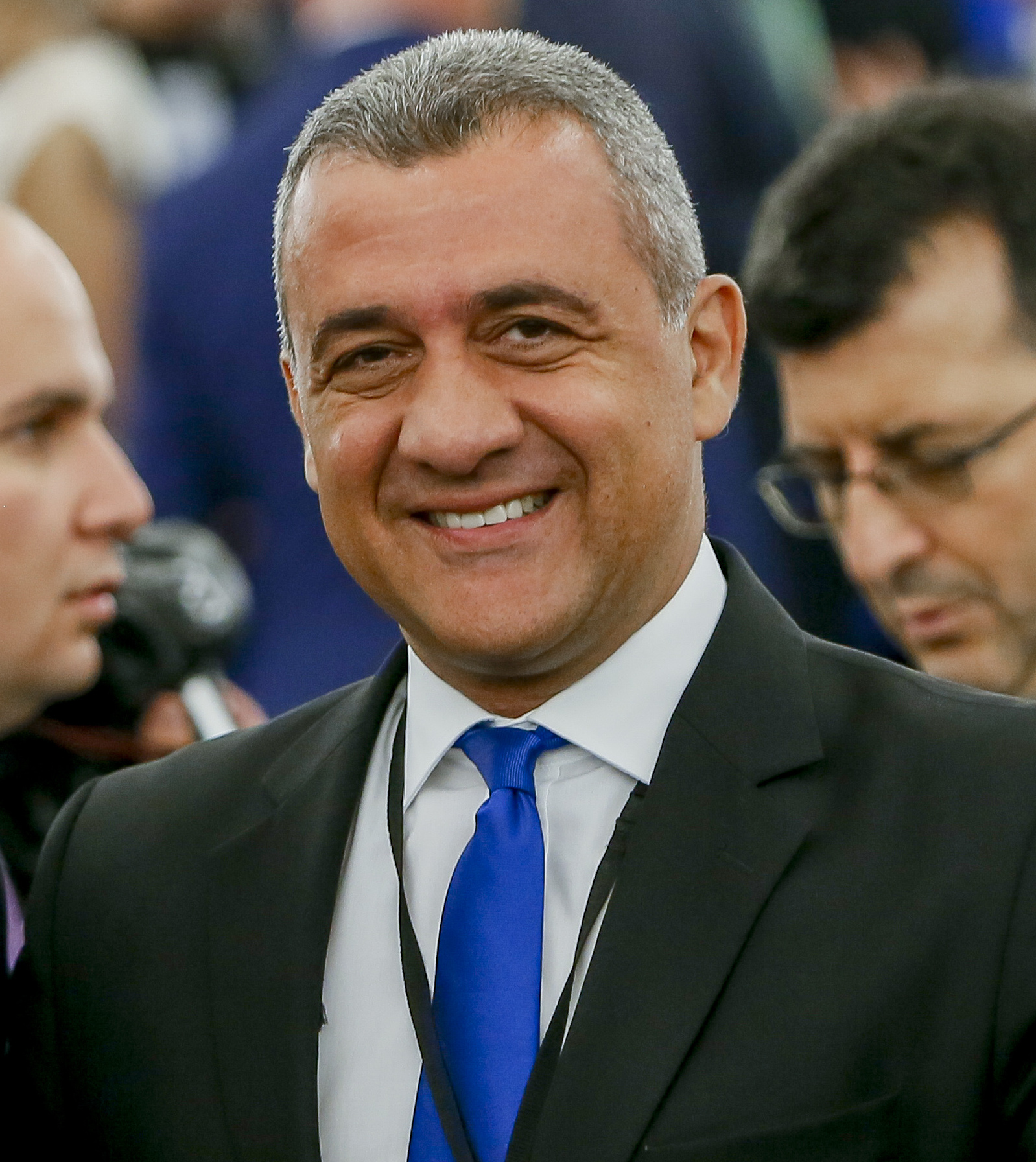
Loucas Fourlas

Loukas Fourlas (geboren am 21. August 1969 in Limassol) ist ein zypriotischer Journalist und Politiker, der seit 2019 Mitglied des Europäischen Parlaments für die Dimokratikos Synagermos ist.
Im Parlament ist Fourlas Mitglied des Ausschusses für Beschäftigung und soziale Angelegenheiten. Im Jahr 2020 wurde er auch Mitglied des Sonderausschusses zur Krebsbekämpfung.
Neben seinen Aufgaben in den Ausschüssen ist Fourlas Mitglied  im Gemischten Parlamentarischen Ausschuss EU-Türkei, in der Interfraktionellen Arbeitsgruppe des Europäischen Parlaments für Behinderte und in der Interfraktionellen Arbeitsgruppe des Europäischen Parlaments für Gewerkschaften.